# Čírka campbellská
Čírka campbellská (Anas nesiotis) je druh malé noční kachny, která se endemitně vyskytuje na Campbellových ostrovech. Opeření čírky je hnědé, délka těla dosahuje pouhých 43 cm, kačer váží kolem 450 g, kachna kolem 350 g.
V 19. století, kdy byli na Campbellův ostrov (největší ostrov Cambellova souostroví) dovlečeni potkani, došlo k vyhynutí populace čírek na tomto ostrově. Malá populace však přežila na 3 km vzdáleném ostrově Dent. V letech 1983 a 1990 bylo proto odvezeno 11 ptáků na novozélandskou pevninu, kde došlo k rozmnožení populace v chovných zařízeních a část byla vypuštěna na ostrov Whenu Hou. V roce 2001 došlo k eradikace potkanů z Cambellova ostrova, načež tam bylo v letech 2004–2006 reintrodukováno přes 150 čírek cambellských. Populace se rozrostla na stovky jedinců.

## Systematika
O druhu pochází písemné zmínky již z 80. let 19. století. Kapitán John Fairchild v lednu či únoru 1886 odchytil exemplář čírky, který se později dostal až ke kanadskému ornitologovi Jamesi Henrymu Flemingovi, který v roce 1935 publikoval první popis druhu. Fleming kachnu pojmenoval jako Xenonetta nesiotis. V roce 1944 se mezi vědci objevil ještě jeden exemplář.
Dlouhá léta nebylo jasné, zda čírka campbellská je samostatný (pod)druh, nebo se jedná o zatoulance z Aucklandových ostrovů, nebo dokonce zda nedošlo k chybě a zda exemplář čírky campbellské nepochází spíše z Aucklandových ostrovů, kde žije úzce příbuzná a morfologicky velmi podobná čírka hnědá. „Záhada“ byla rozluštěna až v roce 1973, kdy bylo objeveno hejno čírek campbellských na ostrově Dent, jednom z malých ostrovů Cambellova souostroví.
Čírka campbellská byla původně považována za poddruh létavé čírky novozélandské (Anas chlorotis), avšak později byla uznána za samostatný druh.

## Popis
Jedná se o malou kachnu s krátkými křídly, které dosahují asi jen do půlky zad. Délka těla je pouhých 43 cm, samec váží kolem 450 g, samice kolem 350 g.
Hlava a krk jsou hnědé, vzadu na krku až tmavě hnědé. Břicho je světle hnědé až hnědožluté. Kolem oka se nachází výrazný bílý oční kroužek. Zbytek těla je hnědý. Duhovka je tmavě hnědá, stejně jako nohy. Zobák je tmavě šedý. Samce ve svatební šatu lze rozeznat podle zelenkavě lesklé hlavy a hřbetu.

## Biologie a chování

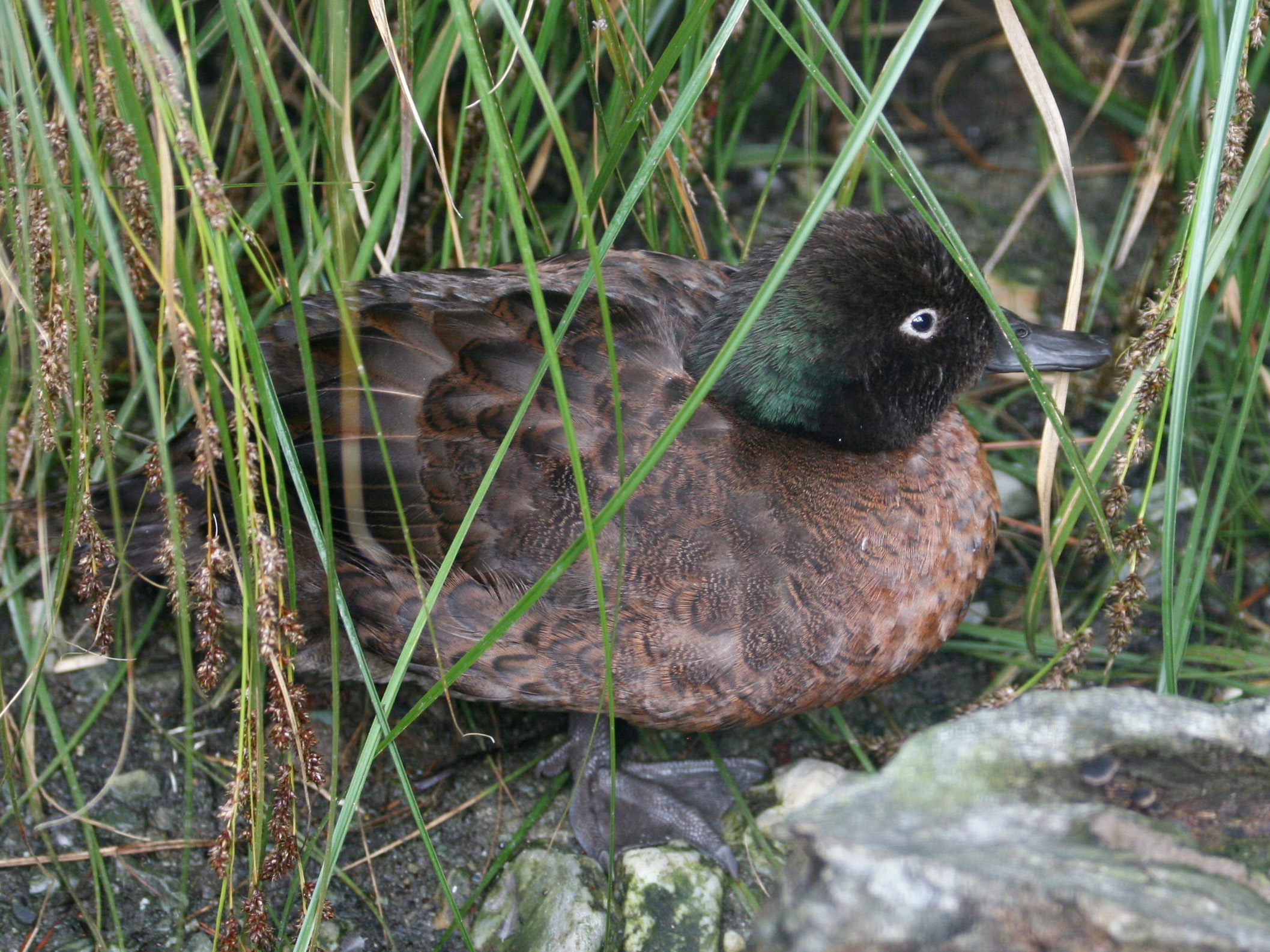
Samec čírky campbellské s patrným zeleným opeřením na hlavě

Jedná se o nelétavé ptáky, kteří žijí usedavým životem. Kachny jsou převážně krepuskulární, i když výjimky se najdou a občas lze čírky zahlédnout při aktivitách i v průběhu dne. Většinou však přes den hřadují a aktivní jsou kolem rozbřesku a za úsvitu až do noci. Zadané páry tráví celý rok na teritoriu, které si poměrně úzkostlivě střeží. Nezadaní jedinci spolu s juvenilními čírkami tráví čas vně teritorií spárovaných čírek a občas se sdružují do nevelkých hejn. Živí se vodními bezobratlými živočichy, které nalézá v podmáčeném prostředí ostrovů či v přílivových oblastech. Samci se při vyrušení či obraně teritorií projevují jemným trylkovacím či pisklavým hlasem. Samice chraplavě vrčí a dokáží vydávat rychlé, vysoce položené kdákání.
O biologii druhu včetně rozmnožování toho není moc známo a většina údajů včetně těch následujících pochází z chovu ze zajetí. K rozmnožování dochází od října do února. Samice klade 1–6, nejčastěji 3–4 vejce o rozměrech 63×63 mm a váze 65 g ve dvou až dvou a půl denních intervalech. Hnízdo miskovitého tvaru si staví z trav a ostřic při kořene trsu trávy nebo kapradiny. Inkubuje pouze kachna, zatímco kačer střeží teritorium. Inkubace trvá 32 dní (± 2 dny). Prekociální a nidifugní káčata opouští hnízdo do jednoho dne po narození. Osamostatňují se po 55–70 dnech. Samice někdy kladou i druhé snůšky.

## Rozšíření a habitat
Čírky campbellské jsou rozšířeny po Campbellových ostrovech. Vyskytují se hlavně kolem pobřeží, říček a kolem jezera Six Foot. I když je jejich život úzce spjat s vodou, na ostrově Whenua Hou se mohou vyskytovat i kilometr o nejbližšího vodního toku. Vyhledává hlavně oblasti s hustou vegetací, které jí poskytují úkryt před počasím i predátory.

## Ohrožení a ochrana

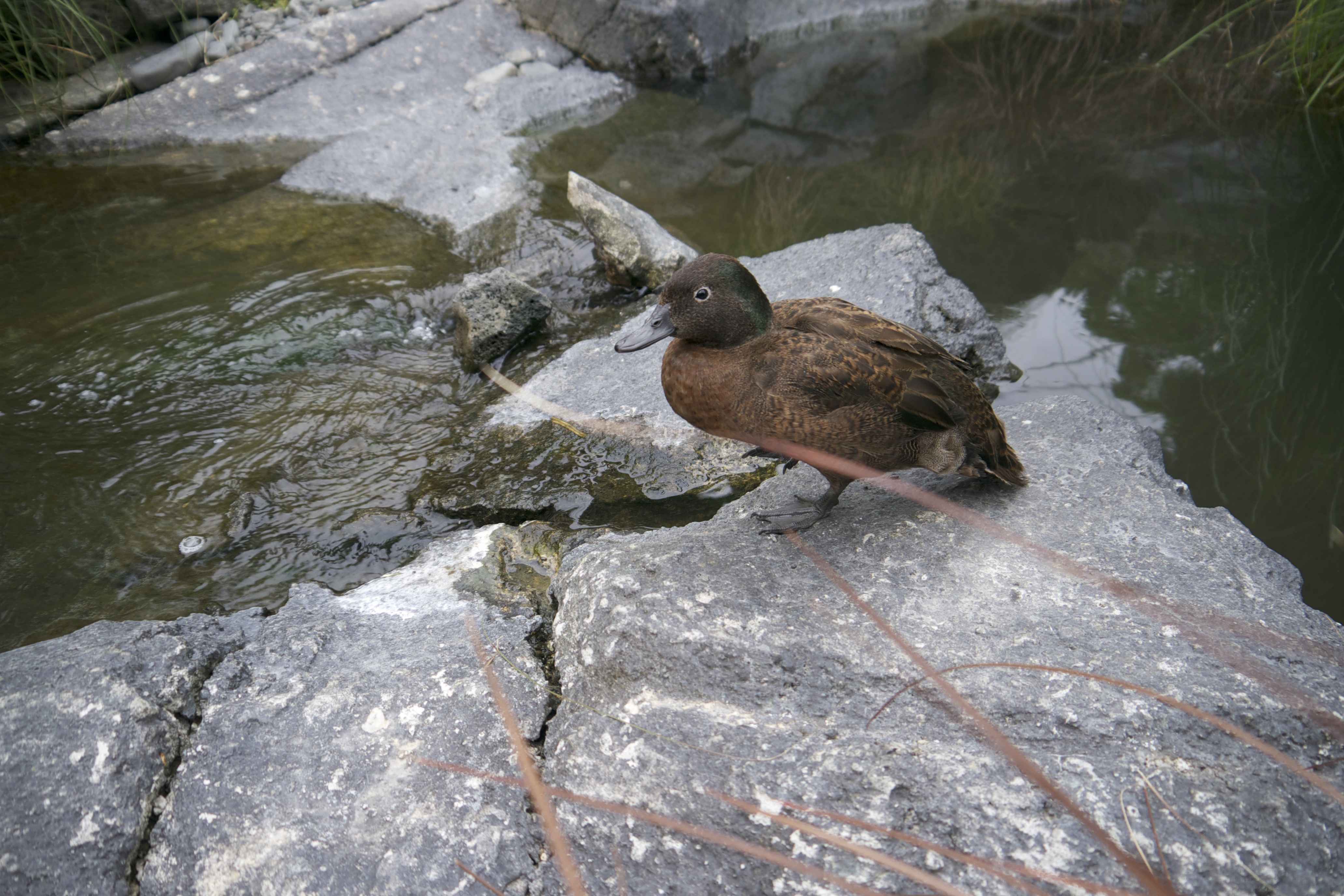
Čírka campbellská v Aucklandské zoo

Když počátkem 19. století došlo na Campbellově ostrově k introdukci potkanů, brzy došlo k úplnému vyhynutí místní populace čírek. Malá populace však dokázala přežít na 3 km vzdáleném ostrově Dent. Tento ostrov má pouze 23 ha a pouze malá část z něj poskytovala čírkám vhodný biotop, avšak i přesto zde malá populace přežila takřka dvě století. V letech 1983 a 1990 bylo na ostrově Dent odchyceno 11 čírek, které byly převezeny na novozélandskou pevninu, kde byl založen umělý odchov těchto kachen. Kachny se začaly úspěšně množit a v letech 1999–2000 následovalo vypuštění 24 čírek odchovaných v zajetí na ostrov Whenua Hou. Poté, co v roce 2001 byli z Cambellova ostrova vymýceni potkani, bylo na tento ostrov v letech 2004–2006 reintrodukováno přes 150 čírek cambellských, které pocházely jak z umělého chovu, tak i z ostrova Whenua Hou. Umělý odchov kachen byl poté ukončen. Od té doby bylo pozorováno, jak několik kachen z ostrova Dent přeplavalo na Campbellův ostrov.
Celkovou populaci čírek je extrémně složité odhadnout, jelikož čírky žijí skrytým způsobem života v těžko přístupném terénu neobydleného ostrova. Hlavní populace se nachází na Campbellově ostrově, kde v roce 2009 bylo napočítáno pouze 102 jedinců, avšak populace může zahrnovat až 800–1000 dospělých čírek (velmi hrubé odhady, skutečná velikost populace může být daleko menší). 100–200 čírek se nachází na ostrově Whenua Hou a kolem 30 čírek žije na ostrově Dent.
I přesto, že populace druhu pomalu roste, počet ptáků je jen minimální na geograficky velmi malé ploše. Ohrožení čírek představuje hlavně potenciální introdukce potkanů, která by mohla mít na jejich populaci devastující vliv. Z těchto důvodů Mezinárodní svaz ochrany přírody druh hodnotí jako zranitelný.